# بنو لهب
لهب، من قبائل الأزد، من كهلان من سبأ: ذكرهم الهمداني في غور سراة دوس وغامد، ولهب لا يزالون في مساكنهم في الغور وبلادهم تنتشر على ضفاف وادي نيرا وجبل شدا الأسفل وقراما في محافظة المخواة، جنوب المملكة العربية السعودية. تعد هذه القبيلة اليوم من غامد، وهم في الجاهلية أعيف العرب، والعيافة التكهن وإصابة الظن.
كانت في بني لهب رئاسة الأزد لزمن. ممن اشتهر منهم «النعمان بن الرّازية اللهبي»: صحابي، كان عريف الأزد وصاحب رايتهم في الجاهلية وزمن النبي محمد. و«الحارث بن عمير الأزدي اللهبي»: صحابيّ، بعثه الرسول محمد إلى ملك بصرى بكتابه، فلما نزل مؤتة عرض له شرحبيل بن عمرو الغساني فأوثقه رباطاً، وضرب عنقه صبراً، وعلى أثر مقتله كانت غزوة مؤتة. وأبو نخيلة اللهبي: صحابي، وفد إلى النبي، فكتب له النبي كتاباً. و«لهيب بن مالك اللهبي» وقيل اسمه الخطر بن مالك: صحابي، كان من أعلم كهان العرب، وهو الذي تنبأ بانقطاع الكهانة وظهور الرسول بمكة حين سألوه عن سبب كثرة تساقط النيازك من السماء. و«العائف اللهبي»: تابعي، وهو الذي تكهن بمقتل عمر بن الخطاب قبل وقوعه.

## النسب
يجمع النسابون على نسبة لهب إلى الأزد، من الكهلانية. وفي سرد نسبهم أقوال، منها:
- لهب بن أحجن‌ بن كعب بن الحارث بن كعب بن عبد اللّه بن مالك بن نصر بن الأزد بن الغوث بن نبت بن مالك بن زيد بن كهلان بن سبأ بن يشجب بن يعرب بن قحطان، وهو قول ابن الكلبي.[15][16]
- لهب بن عامر بن الأزد بن الغوث بن نبت بن مالك بن زيد بن كهلان بن سبأ بن يشجب بن يعرب بن قحطان، وهو قول ابن قتيبة.[17]

واختلف النسابة في النسب بعد قحطان، وفي ذلك قال البلاذري: «اختلف الناس في قحطان. فقال بعضهم: قحطان هو يقطان المذكور في التوراة بعينه، إلا أن العرب أعربته فقالت قحطان. وقال آخرون: هو قحطان ابن هود عليه السلام بن عبد الله بن الخلود بن عاد بن عوص بن إرم بن سام ابن نوح، وهو غير يقطان». قال هشام الكلبي كان أبي محمد بن السائب الكلبي والشرقي بن القطامي يقولان: «قحطان بن الهميسع بن تيمن بن نبت بن قيذار - وهو قيدر - وكان قيدر صاحب إبل إسماعيل. واسمه مشتق من ذلك. وهو ابن إسماعيل عليه السلام بن إبراهيم». وقال صاحب الطبقات الكبير:«الأزد - واسمه درا - ابن الْغَوْثِ بْن نَبْتِ بْن مَالِكِ بْن زَيْد بْن كهلان بن سبأ - واسمه عامر - وسمي سبأ لأنه أوّل من سبى السبي. وكان يدعى عَبْد شمس من حسنه. ابن يشجب بْن يعرب. وهو المرعف. ابن يقطن، وهو قحطان. وإلى قحطان جماع اليمن. فَمَنْ نسبه إِلَى إِسْمَاعِيل بْن إِبْرَاهِيم ﷺ قَالَ قحطان بْن الهميسع بْن تيمن بْن نبت بْن إِسْمَاعِيل بْن إِبْرَاهِيم. هكذا كان ينسبه هِشَامُ بْنُ مُحَمَّدِ بْنِ السَّائِبِ الْكَلْبِيُّ عَنْ أَبِيهِ. ويذكر عن أَبِيهِ أنّه أدرك أَهْل النسب والعلم ينسبون قحطان إِلَى إِسْمَاعِيل بْن إِبْرَاهِيم». وقال المبرد:«قحطان عند أهل العلم، فهو ابن الهميسع بن تيمن بن نبت بن قيذار بن إسماعيل».

### أقرب القبائل نسبًا لها
أقرب القبائل نسباً لبني لهب في قول ابن الكلبي وابن حزم، هم: قبائل ثمالة وغامد وزهران، قال ابن حزم: «ولد كعب بن الحارث بن كعب: زهران، وعبد اللّه؛ وأحجن؛ ومالك. فولد أحجن: لهب بن أحجن، بطن، وأسلم بن كعب؛ وقرن بن كعب، بطنان. فولد أسلم عوف، وهو ثمالة». قال ابن الكلبي: «ولد كعب بن الحارث بن كعب بن عبد اللَّه بن مالك بن نصر بن الأزد: زهران؛ وعبد اللَّه وهو غامد، وأحجن، ومالكاً. فولد أَحجن بن كعب بن الحارث: لهباً بطن، وأسلم، وقرنا بطن». وقال النويري: «العقب من  - ذُرِّيَّته - أحجن بن كعب بن الحارث بن كعب بن عبد الله بن مالك بن نصر من ثلاث: أسلم ولهب وقرن». وقال المبارك بن يحيى الغساني: «ومن كعب بن الحارث بن كعب: لهب بطن بن أحجن بن كعب بن الحارث، وهم أعيف العرب. وقرن بن كعب بن الحارث بطن». ويلي بني لهب في القرابة بني ثماله وهم من احجن بن كعب ثم يليلهم  بنو غامد وزهران بن كعب بن الحارث، ويطلق عليهم جميعاً أزد شنوءة.